# Sjoham
Sjoham of Shoham (Hebreeuws: שֹׁהַם, letterlijk onyx) is een plaats en gemeente in het Israëlische district Centrum. Evenals Nofekh, Bareket en Ahlama (de vroegere naam van Beit Arif) is de plaatsnaam afgeleid van een van de twaalf stenen waarmee de chosjen bekleed was, de heilige borstplaat die gedragen werd door de Joodse hogepriester (Exodus 28:20).
In 2016 had Sjoham 20.740 inwoners.

## Geschiedenis
In 1965 ontstond het eerste plan voor de stichting van een woonplaats op de plek waar nu Sjoham ligt, met als doel het huisvesten van immigranten uit Zuid-Amerika.
In de jaren werd door toenmalig Israëlisch minister van Volkshuisvesting Ariel Sharon opnieuw een plan voorgesteld voor de bouw van een woonplaats in dit gebied. De bouw van Sjoham begon in 1993, toen de eerste 300 woningen werden gerealiseerd. Daarna groeide de bevolking snel. In 1995 had Sjoham 3.100 inwoners en in 2014 werd de kaap van 20.000 inwoners overschreden.

## Leefomgeving
Wonen in Sjoham wordt in Israël veelal gezien als statussymbool. De sociaaleconomische status van de bevolking is bovengemiddeld. Sjoham wordt vaak beschouwd als aantrekkelijke woonplaats vanwege het dorpse karakter in combinatie met goede winkel- en onderwijsvoorzieningen en de mogelijkheid om naar Tel Aviv te pendelen.

## Politiek
Burgemeesters van Sjoham:
- Dov Shayish, 1993–1998
- Shachar Ben Ami, 1998–2003
- Gil Livneh, 2003–heden